# Valdeganga
Valdeganga ist ein Ort und eine Gemeinde (municipio) mit 1.961 Einwohnern (Stand: 2024) im Osten der Provinz Albacete in der Autonomen Region Kastilien-La Mancha im Südosten Spaniens. Sie ist Teil der Comarca La Manchuela.

## Lage und Klima
Valdeganga liegt etwa 25 Kilometer (Fahrtstrecke) nordöstlich der Provinzhauptstadt Albacete in einer Höhe von ca. 675 m am Júcar. Das Klima im Winter ist gemäßigt, im Sommer dagegen warm bis heiß; die eher geringen Niederschlagsmengen (ca. 349 mm/Jahr) fallen – mit Ausnahme der nahezu regenlosen Sommermonate – verteilt übers ganze Jahr.

## Bevölkerungsentwicklung
| Jahr      | 1970 | 1981 | 1991 | 2001 | 2011 | 2021 |
| Einwohner | 2484 | 2236 | 2160 | 1936 | 1943 | 1947 |

## Sehenswürdigkeiten
- Marienkirche (Iglesia de La Purísma)

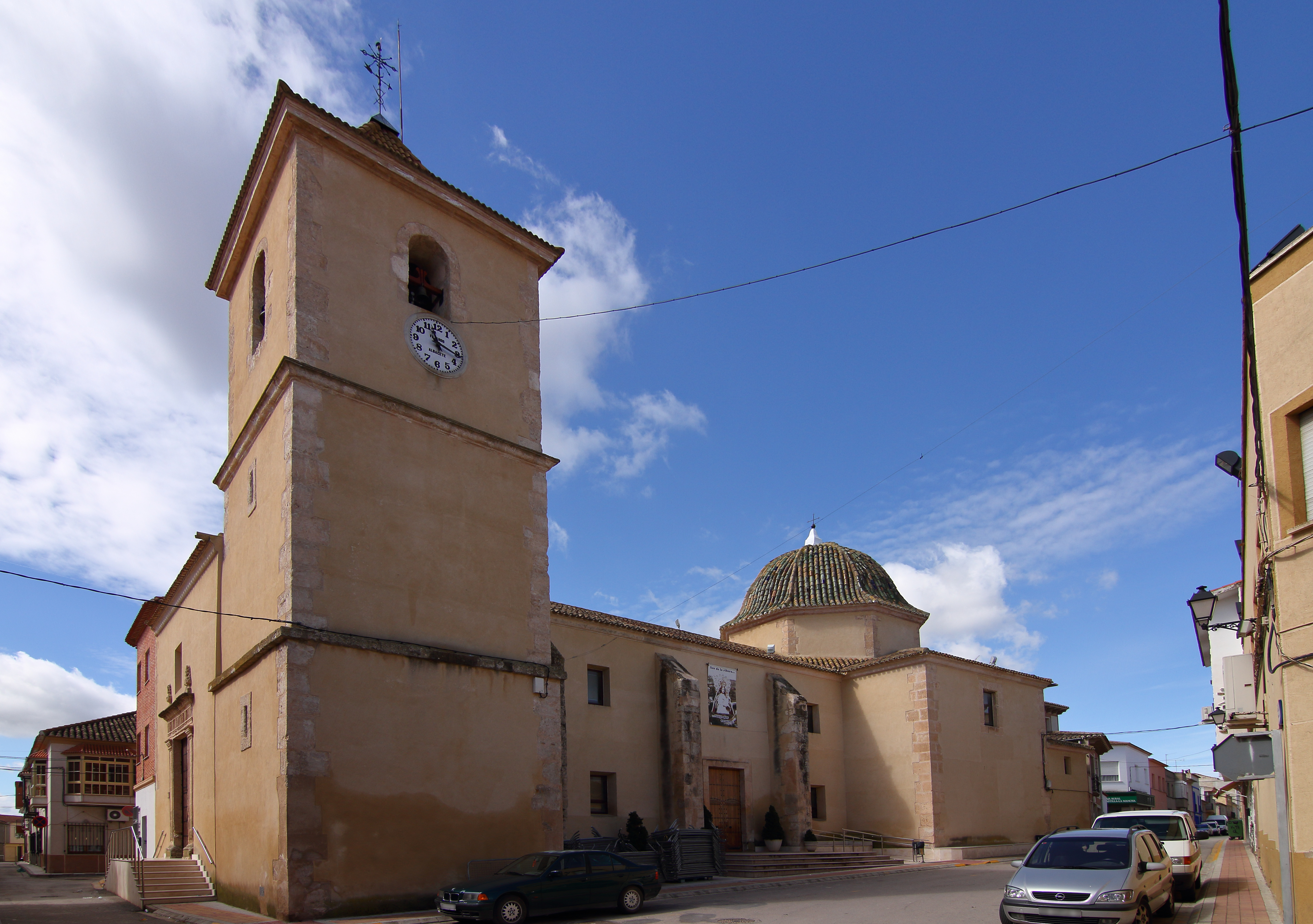
Marienkirche
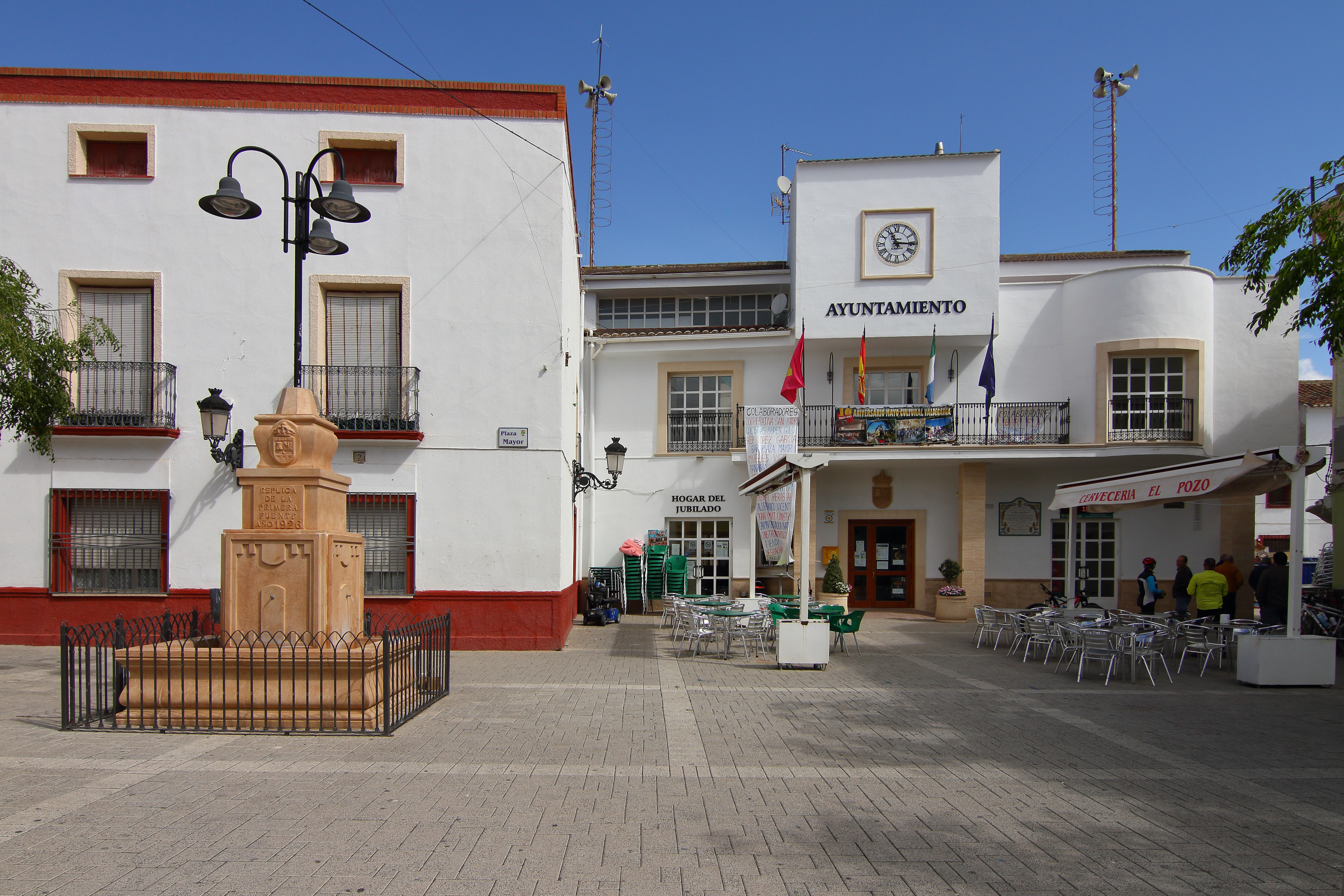
Rathaus